# Carcassonne

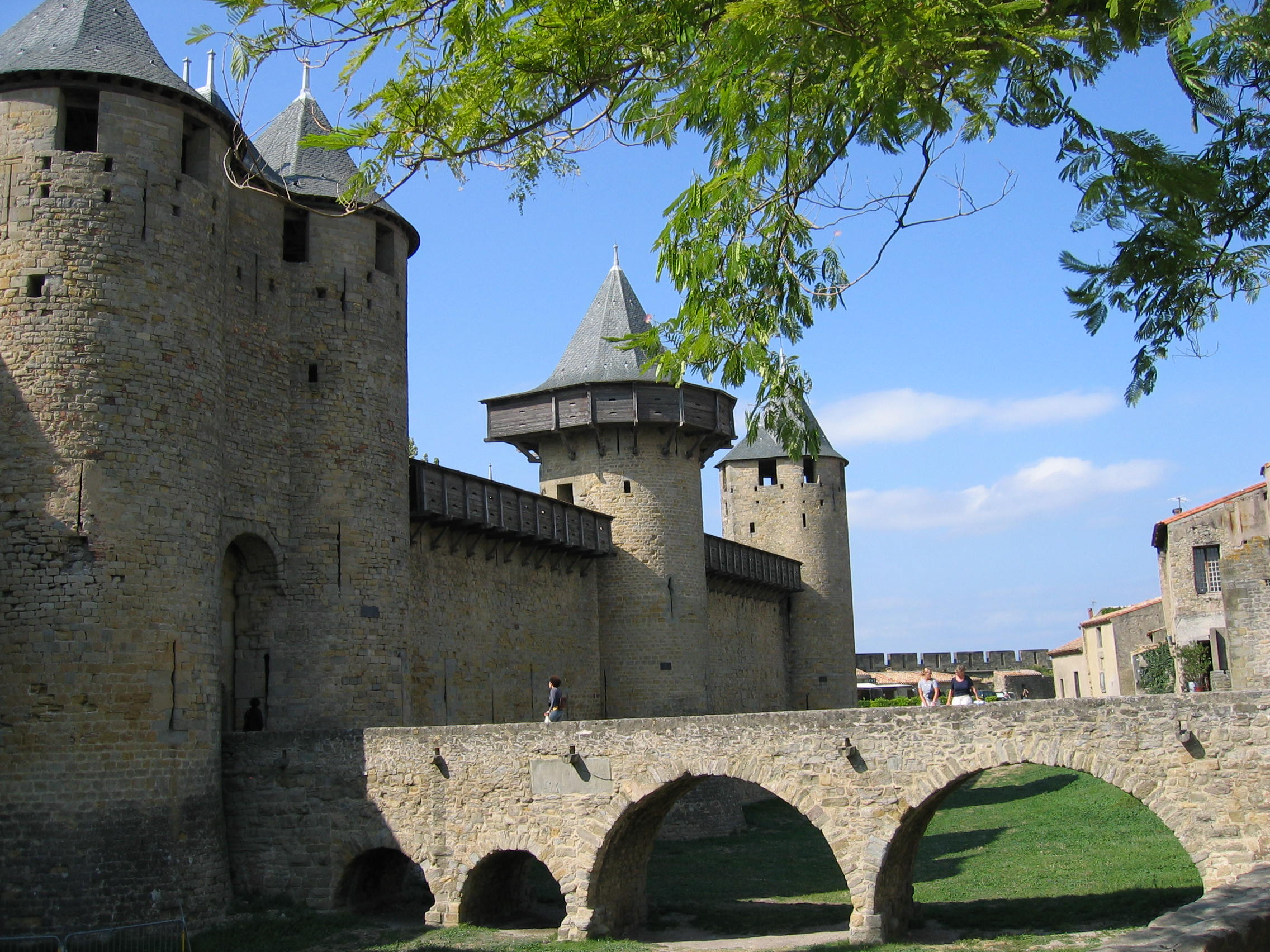
Chateau Comtal

Carcassonne (okcitánul: Carcassona) város Franciaország Okcitánia régiójában, Aude megye székhelye (prefektúra). Itt található Európa egyik legnagyobb középkori vára.

## Fekvése
Franciaország déli részén, Languedoc-Roussillon régióban található. Aude megye székhelye.

## Története
Az Aude folyó partján már időszámításunk előtt hat évszázaddal éltek emberek, és a rómaiak is építettek erődöt a folyópart bal oldalán magasodó hegyen. A birodalom bukása után előbb a vizigótok, majd 725-ben a szaracénok foglalták el, és mindegyik tovább erődítette a hegytetőt. 759-ben a Frank Birodalom szerezte meg, de igazi jelentősége csak akkor lett, amikor a 12. században a toulouse-i grófok hűbéresei, a Trencavel bárók birtokába került. Ők jelentős várrá építették ki az erődítést.
A dicsőség nem sokáig tartott. A 12. század végén, a 13. század elején a mai Franciaország déli része nagyrészt csatlakozott a katár eretnekséghez, és a pápa felszólítására a francia királyok büntető hadjáratot indítottak ellenük. A keresztesek 1209-ben Carcassonne-t kéthetes ostrommal el is foglalták, mert a várvédőknek elfogyott a vizük. A mindössze 24 éves Raymond-Roger Trencavel báró az egyik vártoronyban fogolyként fejezte be életét, a vár pedig Montfort báróságának székhelye, majd királyi birtok lett. Az aragóniai királyság előretörésének megakadályozására Szent Lajos és Merész Fülöp kezdték meg a vár erősítését. Ekkor épültek fel a kettős falrendszer tornyai, ekkor alakították át szinte bevehetetlen erőddé az egyetlen kocsibejáratot. Szent Lajos lebontatta a vár tövébe települt falut is, a lakosokat kényszerrel költöztették át az Aude túlsó partjára. Szép Fülöp idején fejezték be a megrongált román templom átalakítását gótikus katedrálissá. A várat azonban ezt követően nem fenyegette különösebb veszély, és jelentősége lecsökkent. A 17. századra már erősen megromlott az épület állaga, a 19. század közepén pedig határozat született lebontásáról. Ekkor indított országos akciót Prosper Mérimée a vár megmentésére, ezt egy helyi régész, J.-P. Cross-Mayrevieille vezette, s végül Viollet-le-Duc kapott megbízást a helyreállítására. A vár sokak szerint túl szépre, a középkorinál is középkoribbra sikeredett, de ez csak részben igaz, a középkor e szerelmese megtartotta a vár minden elemét, egykori rajzok alapján végezte a munkákat, s végeredményben megmentette az enyészettől Franciaország egyik legjelentősebb középkori várát.

## Demográfia
| Év   | Lakosság |
| ---- | -------- |
| 1793 | 10 400   |
| 1800 | 15 219   |
| 1806 | 14 985   |
| 1821 | 15 752   |
| 1831 | 20 997   |
| 1841 | 21 333   |
| 1846 | 21 607   |
| 1851 | 29 298   |
| 1856 | 19 915   |

| Év   | Lakosság |
| ---- | -------- |
| 1861 | 20 644   |
| 1866 | 22 173   |
| 1872 | 24 407   |
| 1876 | 25 971   |
| 1881 | 27 512   |
| 1886 | 29 330   |
| 1891 | 28 235   |
| 1896 | 37 035   |

| Év   | Lakosság |
| ---- | -------- |
| 1901 | 30 720   |
| 1906 | 30 976   |
| 1911 | 30 689   |
| 1921 | 29 314   |
| 1926 | 33 974   |
| 1931 | 34 921   |
| 1936 | 33 441   |
| 1946 | 38 139   |

| Év   | Lakosság |
| ---- | -------- |
| 1954 | 37 035   |
| 1962 | 40 897   |
| 1968 | 43 616   |
| 1975 | 42 154   |
| 1982 | 41 153   |
| 1990 | 43 470   |
| 1999 | 43 950   |
| 2006 | 46 639   |

## Látnivalók

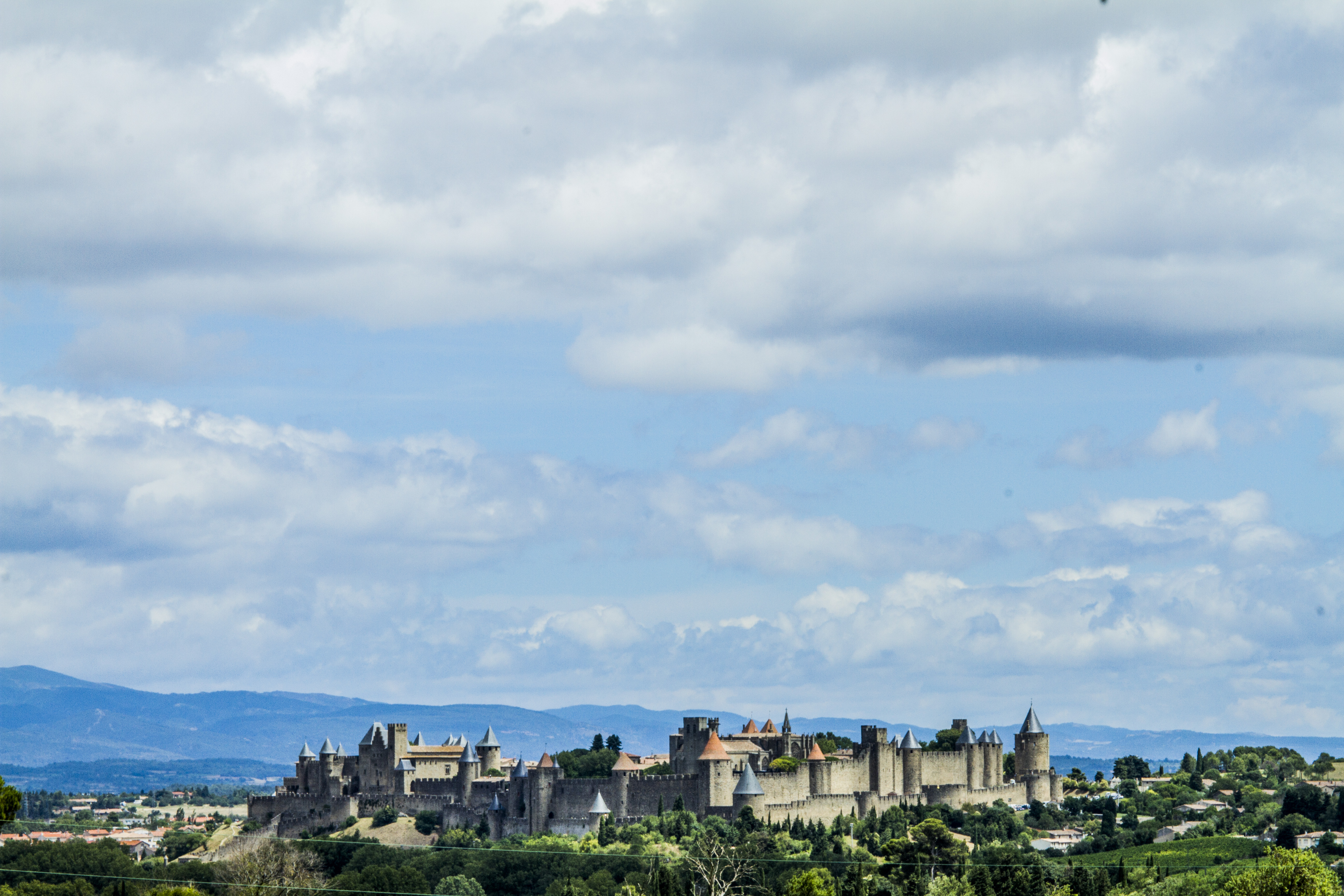
Carcassonne

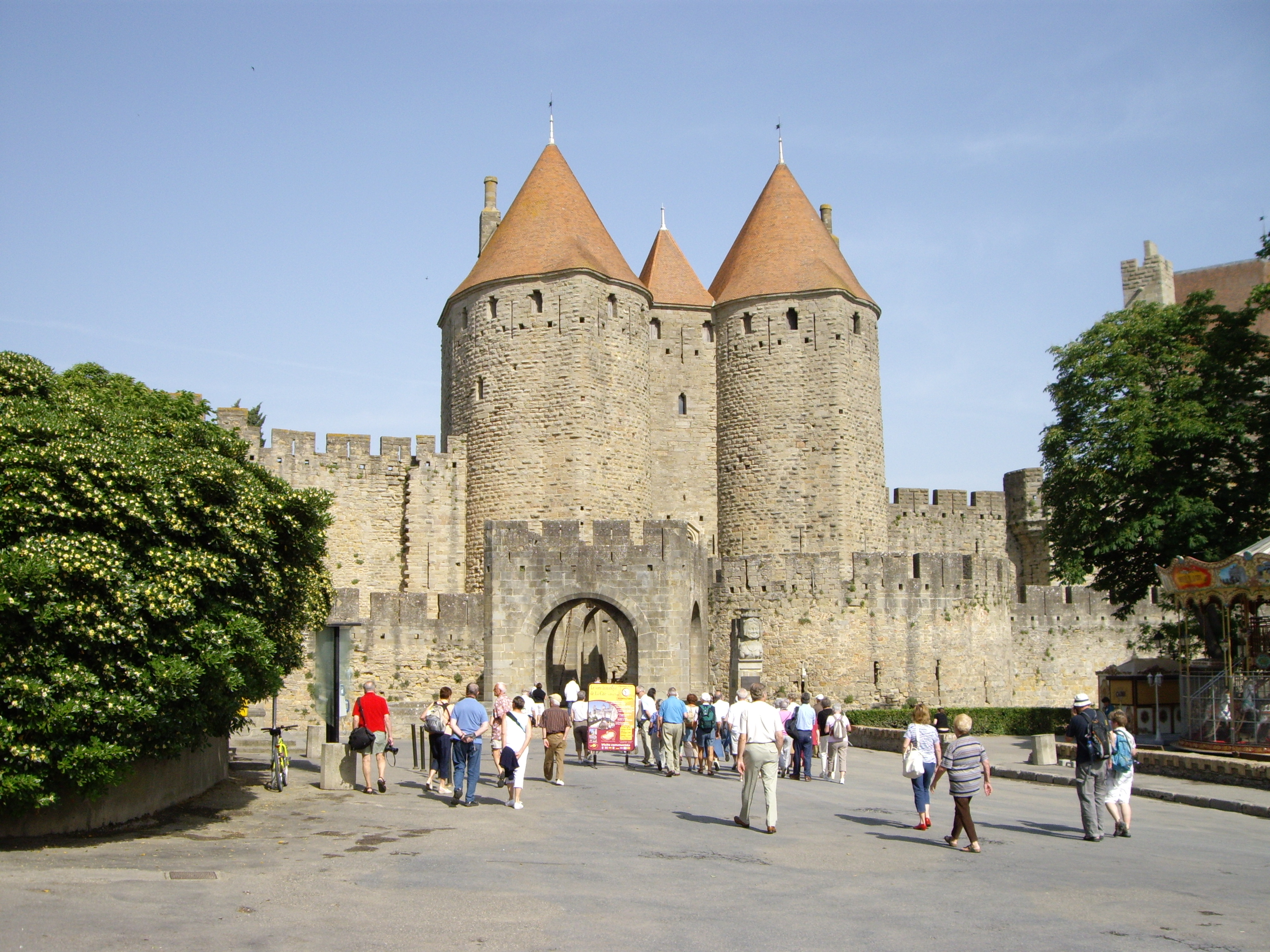
Porte Narbonnaise

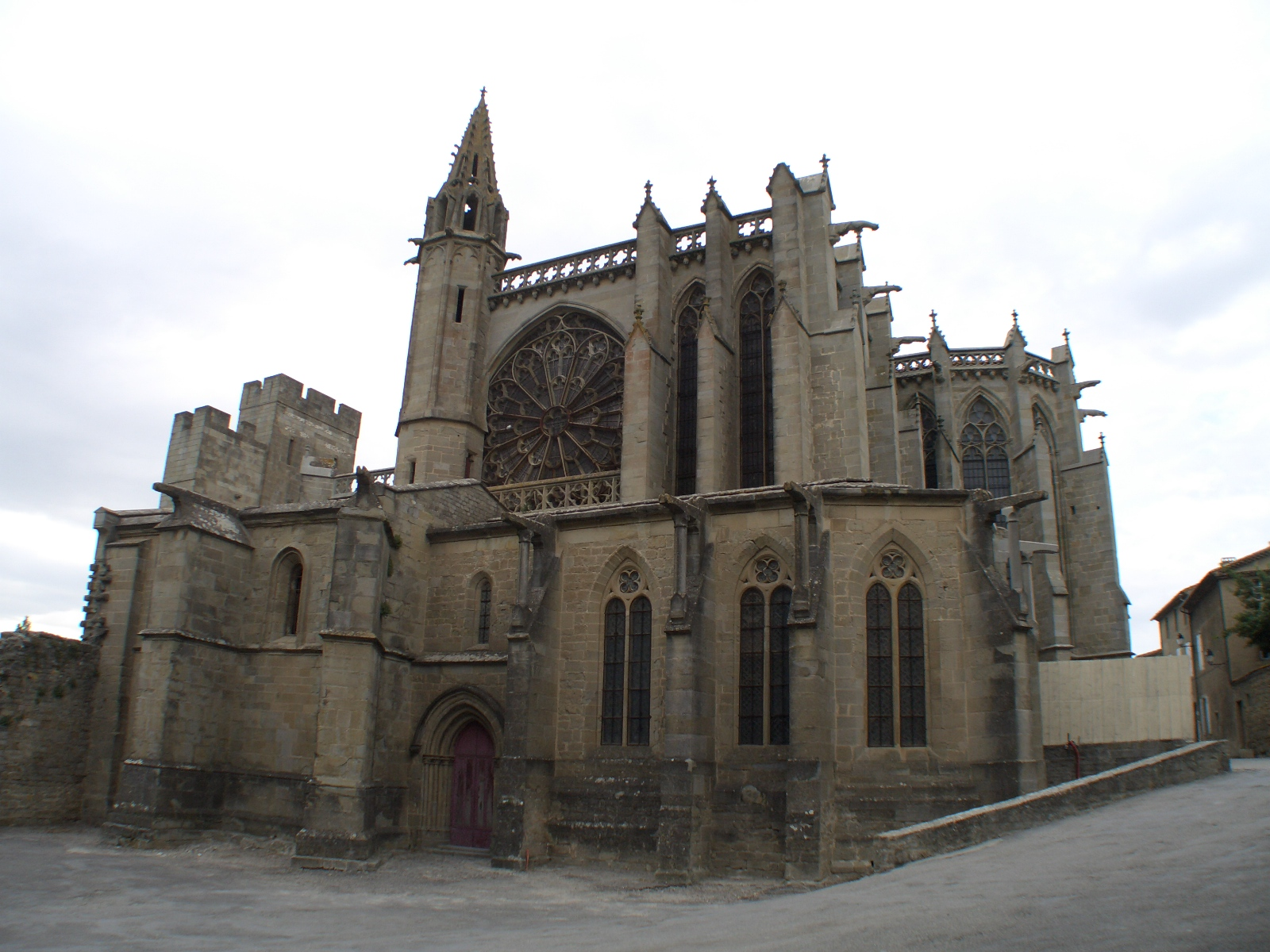
Basilique St-Nazaire

- A vár – valóban óriási, a kettős fal kerülete csaknem 3 kilométer, a külső 1672, a belső 1287 méter. A falakat csaknem ötven torony védelmezi, a külső falon 14, a belsőn 24 s ehhez járulnak még a Chateau Comtal, a legbelső, megerősített bárói palota tornyai. A falakon belül épségben maradt meg belső vár települése. Ma is laknak ezen a területen, noha a házak jó része ma a turisztikai funkciót tölt be, üzletek, emléktárgy-boltok, étkezők.
- Porte Narbonnaise – a település főbejárata. A városkapuk közül a nyugati oldalon a Porte d’Aude csak keskeny, meredek lépcsőn megközelíthető gyalogos bejárat volt, könnyen védhető. A fő forgalom akkor is, ma is a keleti oldal Narbonne irányába nyíló hatalmas, megerősített kapuján bonyolódott le. Teraszos félkör alakú védmű, barbakán vigyázza a bejáratot, a belső falnál pedig két hatalmas erős torony. A két torony ma ideiglenes kiállítások céljaira szolgál.
- Chateau Comtal – a váron belüli vár, a tornyokkal megerődített bárói kastély a római erődítés alapjaira épült a 12. században, ezt erődítették meg Szent Lajos mesterei, akik várárokkal vették körül és bejárata elé újabb barbakánt, félkör alakú védművet építettek. A vár meglehetősen üres, alsó részében kőtár van. A belső díszudvar, a Cour d’Honneur déli oldalán egymás felett látható a három szinten a román, a gótikus és a reneszánsz építkezés emléke. Sokkal szebb a délnyugati sarokban levő udvar, a Cour du midi, amely fölé egy szögletes torony, az erőteljes Tour de Guet magasodik. Ennek belsejében lépcső vezet fel az erődítések rendszerére. A nyugati falszakaszon a várkastélytól délre van egy másik torony, a Tour de la Justice, az egyik legrégebbi torony. A Porte d’Aude keskeny kapujánál, pedig a Tour de l’Inquisition melynek alsó szintjét börtönnek használták, de nem eretnekeket zártak oda, hanem egyházi személyeket.[2] Az eretnekek számára fenntartott börtön, a „fal”-nak nevezett különálló, elszigetelt épület a folyó és a városfal között állt.[2] A Tour de l’Éveque szögletes tornya összeköti a külső és a belső falrendszert, korábban ezen a területen kezdődtek a várostól délnyugati irányban kialakított egyházi birtokok.
- Basilique St-Nazaire – a falakon belül a 11. században épült fel a román templom, amelyet 1096-ban II. Orbán pápa szentelt fel. Ebből ma csak a háromhajós első rész áll, a kereszthajó és a szentély már a gótika jegyében épült a 13-14. században. Ideiglenesen itt temették el a vár egykori parancsnokát, az albigensek elleni keresztes hadjárat egyik résztvevőjét Simon de Montfort-ot.
- Musée des Beaux-Art – szépművészeti múzeum, ahol többek között Rigaud, Courbet és Jaques Gamelin festményei is megtalálhatók.

## Testvérvárosok
- Eggenfelden, 1973 óta.

## Külső hivatkozások
- A város hivatalos honlapja